# Chiesa di San Leonardo (Bergamo)
La chiesa di San Leonardo è  un luogo di culto cattolico di Bergamo posto su largo Rezzara, con un lato che fiancheggia via XX settembre, la prima chiesa fuori delle antiche Muraine dando il nome all'importante borgo di San Leonardo, in quello che era vico Crotacio dalla colonna omonima

## Storia
L'antica chiesa fu edificata forse sopra o in prossimità degli antichi templi pagani dedicati a Plutone e Bacco, fuori dal suborbio, zona disabitata, probabilmente già prima dell'anno Mille e dedicata alla Madonna per essere nuovamente consacrata con la dedicazione a san Leonardo nel 1017 quando fu costruito accanto alla chiesa, come usava al tempo, un ospedale che era composto da soli tre piccoli vani. Secondo lo storico Gerolamo Marenzi la chiesa fu dedicata al santo francese solo nel 1194 Successivamente furono aggiunti i locali del convento che furono assegnati ai padri Crocigeri da parte del vescovo Guala nel 1171. Anche questa data non ha conferma, il Marenzi infatti indica la precedente ubicazione del convento nel 1037 e successivamente la costruzione dell'ospedale. Lo stemma dei Crocigeri chiamati anche Crosacchieri, composto da tre croci è ancora presente sui capitelli del chiostro di proprietà privata. I padri si occupavano dei bisognosi e degli orfani.
Nel 1310, a causa di un terribile incendio, l'intero complesso monastico fu ricostruito dai padri che proseguirono lavori di ampliamento e ammodernamento durante i secoli successivi. Il convento aveva una biblioteca molto ricca, la sala per la refezione, due chiostri, le sale per i pellegrini e per gli ospiti, nonché le celle dei padri. Nel 1458 tutti gli ospedali della città furono chiusi e postati nel nuovo grande ospedale di San Marco ad opera del vescovo Giovanni Barozzi., e i locali abbattuti per ampliare piazza della legna poi piazza Pontida.
L'ordine dei Crocigeri era sicuramente ancora presente nella gestione della chiesa nel 1605 quando risulta ci sia stata una controversia tra l'amministrazione veneziana e l'allora priore padre Federico Clari, che veniva accusato di malversazione con un uso improprio di beni e redditi derivanti dalle offerte, rimuovendolo dall'incarico. Il priore non accettò l'accusa e si affidò a Bernardino Costa, canonico e priore dell'ordine di Busseto e vicario del vescovo di Bergamo che rese nulli gli atti e le accuse. Ma sicuramente l'ordine fu soppresso verso la metà del medesimo secolo, da papa Alessandro VII.
Il convento fu acquistato dai chierici regolari Somaschi nel 1659, che dal 1532 gestivano la chiesa e l'ospedale di Santa Maria Maddalena al costo di 6000 ducati, continuando a svolgere il lavoro dei predecessori in particolare dedicandosi all'accoglienza degli orfani, così come era nell'ordine fondato da Girolamo Emiliani. I chierici continuarono il lavoro di manutenzione e rivisitazione degli immobili rimanendo fino al 1798 quando i beni furono confiscati dai francesi con la soppressione napoleonica. A seguito della chiusura del luogo di culto l'immobile fu venduto a un certo Carlo Magni che progettò la trasformazione dell'aula in magazzini e negozi al dettaglio, ma durante i lavori di modifica e durante la rimozione dell'altare dedicato a san Girolamo Emiliani, la struttura fu sconquassata da una forte scossa di terremoto che fece fuggire la manovalanza, inoltre la cittadinanza accusò il Magni, che difeso dai francesi dovette rinunciare al progetto, ridando la chiesa alla popolazione che la donò alla basilica alessandrina.
La chiusura della chiesa durò fino al 30 luglio 1803 quando fu riaperta al culto. Proprio durante la riapertura venne registrata la mancanza di sette dipinti di cui uno di Carlo Ceresa e la Deposizione dalla croce di Enea Salmeggia e la colonna portante un'antica acquasantiera. Il Novecento vide lavori di restauro con la ricostruzione della facciata e la posa del portale delle due finestre laterali e del rosone centrale, mentre le aperture laterale che furono ritrovate furono nuovamente sigillate. Numerose erano le feste religiose legate a san Leonardo protettore dei carcerati, era infatti opera del consorzio presente nella chiesa la distribuzione di cibo nei luoghi di pena.

## Descrizione

### Esterno
L'edificio si trova all'incrocio tra via XX settembre e via sant'Alessandro, affacciandosi su piazza Pontida. La facciata è divisa da lesene che corrono su il fronte e ulteriormente divisa su due ordini da una cornice marcapiano. L'ordine inferiore ospita il portale del Trecento, il rosone e due aperture centinate del Quattrocento che sono però una ricostruzione del XX secolo, e che non hanno corrispondenza all'interno dell'aula. La parte superiore conserva l'impianto settecentesco con la grande apertura strombata e ornata con due putti posti sulla parte superiore e lateralmente due nicchie contenenti le statue di san Leonardo e san Gerolamo. La facciata termina con la trabeazione triangolare con croce ferrea. Sulla via XX settembre si trova la torre campanaria.

### Interno
L'aula interna si presenta a navata unica divisa da lesene in stucco in quattro campate. Le lesene sono complete di base in marmo di Zandobbio e terminanti con capitelli corinzi che sostengono il cornicione praticabile ornato di mensole e collegato con la volta a botte che presenta quattro grandi finestre strombate per lato che illuminano l'aula. Nella prima campata a sinistra vi è l'altare in marmi scuri policromi dedicato a santa Teresa del Bambin Gesù, mentre quello corrispondente a destra sempre in marmo è dedicato a san Francesco. L'aula prosegue con l'altare dedicato alla Madonna in marmo giallo, e corrispondente quello dedicata a san Girolamo Miani. Nella terza si trova la cappella dedicata al santo Crocifisso, mentre quella corrispondente al Battesimo di Gesù. Il presbiterio a cui si accede da tre gradini è a pianta rettangolare con la copertura a botte. La volta ospita opere di Antonio Cifrondi datati all'ultimi anni del Seicento di cui solo uno è dipinto su tela San Leonardo fa miracolosamente scaturire l'acqua mentre gli altri raffiguranti le storie del santo sono affreschi. I dipinti risalgono al periodo in cui i padri somaschi rivisitarono la chiesa con nuovi arredi nel 1689.

### Affresco della Madonna
La tradizione popolare, riportata da don Mario Lumina, racconta un fatto legato a un affresco mariano accaduto il 6 agosto 1613. Nella nicchia dove è posta la statua della Vergine riaffiorò un affresco raffigurante la Madonna antico di anni che era nascosto dalla copertura muraria in calce. La scoperta venne considerata quasi miracolosa, tanto da essere pulita dalle donne del borgo anche con stracci o pannolini. Comunicato questo al vescovo ritenne che dovesse essere nuovamente chiusa perché pulita con panni non idonei che l'avevano sconsacrata. Ma questo non fece altro che aumentare la devozione degli abitanti il borgo, i quali ricorsero alla sacra Congregazione romana che il 9 ottobre 1618 ordinò che venisse riscoperta, diventando immagine devozionale. Donato Calvi così descrisse l'evento.
(Donato Calvi Effemeride sagro-profana di quanto di memorabile sia successo in Bergamo, sua diocese et territorio da suoi principij sin’al corrente anno)